# Joe Bini
Pour les articles homonymes, voir Bini.
Joe Bini, de son vrai nom Giuseppe Gaetano Bini, (1963 à San Mateo (Californie) aux États-Unis - ) est un monteur de film italo-américain.

## Biographie
Joe Bini travaille comme monteur de films de Werner Herzog sur de nombreux documentaires et longs métrages dont : Little Dieter Needs to Fly (1997), Invincible (2001), Grizzly Man (2005), Rescue Dawn (2007) et Encounters at the End of the World (2007) qui a été nommé pour l'Oscar du meilleur film documentaire et Into the Abyss (2011).

## Filmographie
- 2017 : A Beautiful Day (You Were Never Really Here) de Lynne Ramsay

## Récompenses
Bini est membre du jury dans la catégorie documentaire pour le Festival du film de Sundance de 2006. Il remporte également en 2008 le Documentary Editing Award pour le montage de Roman Polanski: Wanted and Desired.